# 灰头穗鹛
灰头穗鹛（学名：Stachyris poliocephala），是画眉科穗鹛属的一种，分布于文莱、泰国、印度尼西亚和马来西亚。该物种的保护状况被评为无危。
灰头穗鹛的平均体重约为23.4克。栖息地包括种植园和亚热带或热带的湿润低地林。